# Ind under jul
|  | Denne artikel er oprettet af botten Steenthbot ud fra en ekstern database. Den kan derfor have sproglige fejl eller mangler. Denne skabelon kan fjernes efter kontrol af indholdet. |

Ind under jul er en dansk dokumentarfilm fra 1952 instrueret af Knud Dahl efter eget manuskript.

## Handling
Julehøjtiden, som den forberedes og fejres blandt børn på landet i overensstemmelse med bondelivets traditioner. Handlingen udspilles dels i landsbyskolen, dels på en bondegård, hvor julen fejres på en måde, der i mangt og meget er langt fra den, købstadsbørn kender.